# جيم غافني
جيم غافني (بالإنجليزية: Jim Gaffney)‏ هو لاعب كرة قدم أمريكية أمريكي، ولد في 21 أبريل 1921 في كمبرلاند في الولايات المتحدة، وتوفي في 9 أغسطس 2015.